# Physostigma cylindrospermum
Physostigma cylindrospermum är en ärtväxtart som först beskrevs av John Gilbert Baker, och fick sitt nu gällande namn av Edward Morell Holmes. Physostigma cylindrospermum ingår i släktet Physostigma och familjen ärtväxter. IUCN kategoriserar arten globalt som livskraftig. Inga underarter finns listade i Catalogue of Life.